# Tūkrah
Tūkrah (Arsinoe) är en ort i Libyen.   Den ligger i distriktet Al Marj, i den norra delen av landet, 700 km öster om huvudstaden Tripoli. Tūkrah ligger 16 meter över havet och antalet invånare är 23 164.
Terrängen runt Tūkrah är platt västerut, men åt sydost är den kuperad. Havet är nära Tūkrah åt nordväst. Runt Tūkrah är det glesbefolkat, med 10 invånare per kvadratkilometer. Trakten runt Tūkrah består till största delen av jordbruksmark.